# Форт-Резолюшн
Форт-Резолюшн (англ. Fort Resolution) — хутір в Канаді, у  Північно-західних територіях.

## Населення
За даними перепису 2016 року, хутір нараховував 470 осіб, показавши скорочення на 0,8%, порівняно з 2011-м роком. Середня густина населення становила 1 осіб/км².
З офіційних мов обидвома одночасно володіли 5 жителів, тільки англійською — 465. Усього 110 осіб вважали рідною мовою не одну з офіційних, з них усі — одну з корінних мов.
Працездатне населення становило 58,7% усього населення, рівень безробіття — 18,2%.
Середній дохід на особу становив $36 666 (медіана $23 360), при цьому для чоловіків — $39 037, а для жінок $34 022 (медіани — $23 808 та $22 464 відповідно).
13,3% мешканців мали закінчену шкільну освіту, не мали закінченої шкільної освіти — 49,3%, 38,7% мали післяшкільну освіту, з яких 17,2% мали диплом бакалавра, або вищий.
| Статево-вікова структура населення | Статево-вікова структура населення | Статево-вікова структура населення | Статево-вікова структура населення | Статево-вікова структура населення |
| ---------------------------------- | ---------------------------------- | ---------------------------------- | ---------------------------------- | ---------------------------------- |
|                                    |                                    |                                    |                                    |                                    |
| Всього                             | Всього                             | 53,2%46,8%                         |                                    |                                    |
| 0 — 14 років                       | 0 — 14 років                       |                                    | 20,2%                              | 20,2%                              |
| 15 — 64 років                      | 15 — 64 років                      |                                    | 64,9%                              | 64,9%                              |
| 65 і більше                        | 65 і більше                        |                                    | 14,9%                              | 14,9%                              |
| 85 і більше                        | 85 і більше                        |                                    | 1,1%                               | 1,1%                               |
| Середній вік (років)               | Середній вік (років)               | 38,535,7                           | 37,2                               | 37,2                               |
| Медіана (років)                    | Медіана (років)                    | 39,533,0                           | 36,4                               | 36,4                               |
| — чоловіки — жінки                 |                                    |                                    |                                    |                                    |

| Походження мешканців:     | Походження мешканців:     | Походження мешканців: | Походження мешканців: | Походження мешканців: |
| ------------------------- | ------------------------- | --------------------- | --------------------- | --------------------- |
| Походження                |                           |                       | осіб                  | %                     |
| Корінні американці        | Корінні американці        |                       | 425                   | 90.43%                |
| Інше північноамериканське | Інше північноамериканське |                       | 15                    | 3.19%                 |
| Європейське               | Європейське               |                       | 85                    | 18.09%                |
| британське                | британське                |                       | 30                    | 6.38%                 |
| французьке                | французьке                |                       | 40                    | 8.51%                 |

## Клімат
Середня річна температура становить -3,6°C, середня максимальна – 19,5°C, а середня мінімальна – -30,1°C. Середня річна кількість опадів – 303 мм.
| Клімат поселення                              | Клімат поселення | Клімат поселення | Клімат поселення | Клімат поселення | Клімат поселення | Клімат поселення | Клімат поселення | Клімат поселення | Клімат поселення | Клімат поселення | Клімат поселення | Клімат поселення | Клімат поселення |
| Показник                                      | Січ.             | Лют.             | Бер.             | Квіт.            | Трав.            | Черв.            | Лип.             | Серп.            | Вер.             | Жовт.            | Лист.            | Груд.            |                  |
| Середній максимум, °C                         | −18,17           | −15,47           | −9,26            | 2,58             | 11,37            | 18,57            | 19,46            | 17,52            | 11,26            | 3,08             | −8,43            | −17,74           |                  |
| Середня температура, °C                       | −24,13           | −21,41           | −15,21           | −3,38            | 5,42             | 12,62            | 15,84            | 13,92            | 7,64             | −0,53            | −12,04           | −21,35           |                  |
| Середній мінімум, °C                          | −30,07           | −27,38           | −21,17           | −9,34            | −0,54            | 6,66             | 12,24            | 10,31            | 4,03             | −4,14            | −15,66           | −24,96           |                  |
| Норма опадів, мм                              | 20               | 13               | 15               | 11               | 15               | 25               | 42               | 34               | 35               | 37               | 40               | 16               |                  |
| Середньомісячна швидкість вітру, м/с          | 3.28             | 3.40             | 3.80             | 4.08             | 4.00             | 3.66             | 3.38             | 3.49             | 3.88             | 4.09             | 3.82             | 3.40             |                  |
| Середньомісячна сонячна радіація, кДж/м²·день | 1284             | 3893             | 9824             | 16630            | 20846            | 22611            | 20413            | 15510            | 9249             | 4141             | 1433             | 752              |                  |
| --------------------------------------------- | ---------------- | ---------------- | ---------------- | ---------------- | ---------------- | ---------------- | ---------------- | ---------------- | ---------------- | ---------------- | ---------------- | ---------------- | ---------------- |
| Джерело:                                      |                  |                  |                  |                  |                  |                  |                  |                  |                  |                  |                  |                  |                  |